# 瑞輪寺 (豊中市)
瑞輪寺（ずいりんじ）は、大阪府豊中市にある宇治黄檗山萬福寺の僧千呆（せんがい）禅師が再興し瑞輪寺と名付けた黄檗宗の寺である。本尊は木造漆箔薬師如来座像。山号は雪峰山。

## 歴史
もとは原田神社付属の神宮寺として、平安時代に建てられた。当時は真言宗の桜塚山（桜墳山）善光寺といい、現在の大門公園から曽根 あたりまで広がる広大な寺域だった。
天正6年（1578年）織田信長によって善光寺は焼かれた説や、慶長6年（1601年）の兵火で灰燼となったとの説がある
元禄13年（1700年）の黄檗宗隠元禅師の弟子即非禅師の勧請により開山し、即非の弟子千呆（せんがい）が第一世となり、寺は雪峰山瑞輪寺となった
。
「瑞輪寺由緒」によると、第二代大雄禅師が、尊像修理や殿堂をととのえ、寺録を増やした。また、明治年間に大修理をおこない、昭和40年に近代的な建造物に再建築された。

## 境内
境内墓地には、井原西鶴門下四天王の一人、談林派の俳人水田西吟(みずたさいぎん)の墓がある。西吟は生年不明、没年は宝永6年（1709年）。商家に奉公しながら西山宗因に学び、同門の井原西鶴に師事した。四十を過ぎ、世俗係累を捨てて桜塚に「落月庵」を設け閑居した。墓碑は「誹宗西吟之塔」。
境内北東隅の僧塚は岐翁紹偵の墓と伝えられている。もとは、大石塚古墳の南東にあったが、明治になって現在地に移された。
岐翁紹偵(きおうしょうてい)は室町時代の禅僧。明応７(1498)年没。墓碑は「僧塚塔」。一休宗純の子と伝えられる。堺で活躍した。

## 指定文化財
木造漆箔薬師如来座像（もくぞうしっぱくやくしにょらいざぞう）
市指定文化財、11世紀後半から12世紀初頭ごろの製作と推定される。善光寺の旧仏と考えられる。像高89.5cm、膝張75.5cmの桧材寄木造りの身金色像で身部以外には後補の泥絵具が施されている。
木造彩色四天王像（もくぞうさいしきしてんのうぞう）
市指定文化財、平安時代後期に作られたものと思われる四天王像のうち2体。これらは本尊とともに善光寺の遺像と考えられる。どちらも一木彫成し、これを前後二分して内刳を施し、彩色を加えたもの。両像はそれぞれ持国天（像高102cm）、増長天（像高101cm）と考えられる。

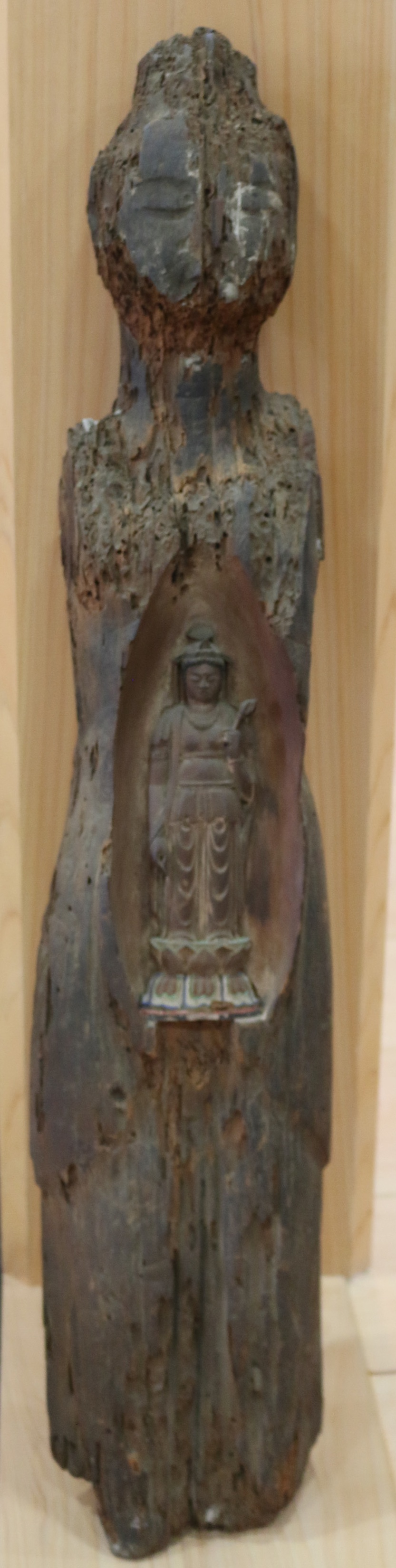
「荒木村重の乱」で焼け残ったと伝えられる仏像

## 交通
- 阪急電車宝塚線 岡町駅下車。徒歩5分